# جانگ ری-را
جانگ ری-را (انگلیسی: Jang Ri-ra؛ زادهٔ ۴ مهٔ ۱۹۶۹) بازیکن هندبال اهل کره جنوبی است.